# Voice of Freedom (Untergrundsender)
Voice of Freedom (portugiesisch Voz da Liberdade; Konkani Goenche Sadvonecho Awaz) war ein Untergrundradiosender, der sechs Jahre lang, von 1955 bis 1961, im gesamten portugiesischen Goa sendete. Der Sender strahlte eine Vielzahl von Programmen auf Englisch, Konkani und Portugiesisch aus, die sich für die Unabhängigkeit Goas von der portugiesischen Herrschaft einsetzen.

## Geschichte
Voice of Freedom wurde im November 1955 von einer Gruppe lokaler Aktivisten gegründet, darunter Vaman Sardesai, Libia Lobo und Nicolau Menezes, die entschlossen waren, das portugiesische Indien herauszufordern und die Idee eines unabhängigen Goa zu fördern. Um geheim zu bleiben, wurde die Station auch als „Q-Station“ bezeichnet. Der Sender strahlte von unbekannten Orten aus, oft von Lastwagen, unter anderem aus Wäldern in der Nähe von Amboli rund um Goa, um einer Entdeckung durch die portugiesischen Behörden zu entgehen. Die Organisatoren blieben anonym, um sich vor Repressalien zu schützen. Zu den Sendeorten gehörte die Nähe der heutigen Grenze zu Maharashtra bei Sawantwadi, eine weitere an der Grenze zu Karnataka bei Castle Rock und später ein Ort in der Nähe von Belgaum. Die portugiesische Regierung versuchte, die Signale mithilfe von Störsendern zu blockieren, und schickte außerdem Ortskräfte los, um die Sendeanlage aufzuspüren.
Für die Übertragung seiner Sendungen nutzte der Sender überwiegend Kurzwellenradiofrequenzen. Diese Technologie ermöglichte eine breite Reichweite, bis hin zu entlegenen Gebieten Goas, sowie internationalen Zuhörern. Die Sendungen umfassten aktuelle Nachrichten, politische Kommentare, Diskussionen über den Unabhängigkeitskampf und patriotische Lieder. Der Sender vermochte so, die öffentliche Meinung gegen die portugiesische Herrschaft zu kanalisieren und den offiziellen Sendungen des Staates entgegenzuwirken. Der Inhalt der Sendungen umfasste aktuelle Informationen zur indischen Unabhängigkeitsbewegung, Diskussionen über den globalen Kontext der Dekolonisierung und Aufrufe zum Handeln an die Menschen in Goa, sich dem Befreiungskampf anzuschließen. Zu den Sendungen gehörten auch Berichte über antikoloniale Bewegungen in anderen Ländern in Asien und Afrika. Auch der indische Aktivist Vinoba Bhave wandte sich 1956 in einer Ansprache an die goanische Bevölkerung.
Der Sender stellte seinen Betrieb am 19. Dezember 1961 ein, nachdem Indien Goa im Rahmen einer Militärkampagne namens Operation Vijay annektiert hatte, die zum Ende der portugiesischen Herrschaft in Goa führte. Vor der Operation übermittelte der Sender eine Nachricht des indischen Verteidigungsministeriums an den portugiesischen Generalgouverneur, in der die portugiesischen Truppen zur Kapitulation aufgefordert wurden. In einer der letzten Sendungen nach der Befreiung Goas verschickten die Rundfunkveranstalter Nachrichten aus einem Flugzeug und warfen Flugblätter zur Erinnerung an das Ereignis ab.
Später wurde ein Bericht der portugiesischen Regierung über den Betrieb der Station gefunden. Der portugiesische Major Filipe de Barros Rodrigues schrieb über die Station, dass sie „das Kommando über die gesamte Propaganda übernommen habe und ihre Aggressivität und Militanz beibehalten habe. [Die Station] droht, kritisiert, überredet, erklärt, wechselt die Farbe, verändert die Perspektive, aber in allem, was es sagt, trägt es ein scharfes Stilett. [Es war] die einzige Stimme, die uns [die Portugiesen] aus nächster Nähe verletzte.“